# João Chagas Leite
João Chagas Leite (Uruguaiana, 22 de agosto de 1945) é um cantor e letrista brasileiro de música nativista gaúcha.
Suas letras são de grande profundidade poética associada ao nativismo, onde destacam-se, Ave Sonora, Amigos do Rio Uruguai, Desassossegos e Barranqueiros.
Ao participar da Califórnia da Canção Nativa, em Uruguaiana, sua terra natal, João encontrou sua verdadeira identidade, tornando-se, ao longo desses últimos anos, um dos renomados intérpretes da música nativista, reconhecido não apenas no Rio Grande do Sul, mas também além fronteiras.
São 13 primeiros lugares em festivais de música nativista, tendo vencido duas vezes consecutivas a 3ª e 4ª Tertúlia Musical Nativista, entre outros. A primrita Tertúli que venceu como intérprete foi com a música Penas, e depois com Pampa e Querência.
Já fez apresentações no Memorial da América Latina, em São Paulo, Mato Grosso do Sul, Salvador, Espírito Santo, Uruguai e Argentina.
Todo o trabalho do cantor é baseado na linha de projeção folclórica, isso é, onde a música for cantada seu linguajar é conhecido.
Na opinião do nativista, sua música está espalhada em todo o Brasil, mas não é massificada pela mídia, não tem uma música gaúcha que estoura na mídia nacional:
"Tem um grande percentual de cantores gaúchos que estão prontos para o Brasil com CDs e shows montados. A única música que está fora da mídia é do Rio Grande"